# Tribuna do Paraná
O jornal Tribuna do Paraná é um periódico de circulação diária de Curitiba, capital do estado brasileiro do Paraná.

## História
Fundado em 17 de outubro de 1956 pelo jornalista João Féder a pedidos dos sócios e donos do jornal O Estado do Paraná, Afonso Alves de Camargo Neto e Aristides Merhy. A partir da década de 1960, o jornal foi adquirido pelo Grupo Paulo Pimentel.
Os temas veiculados pelo referido jornal são de cunho popular, em especial futebol, variedades e segurança, incluindo temas populares que abrangem o cotidiano do paranaense. É um dos jornais mais vendidos em Curitiba e o caderno esportivo abordado, com mais ênfase, o futebol do estado, desde o amador até o profissional.
O Grupo Paranaense de Comunicação (GRPCOM), dona do Jornal Gazeta do Povo e da RPC, anunciou no dia 9 de dezembro de 2011 a compra dos empreendimentos que pertenciam ao ex-governador Paulo Pimentel; os jornais O Estado do Paraná e Tribuna do Paraná e o portal Paraná-Online.  Em 2016, o portal na internet foi modificado de "Paraná Online" para a denominação "Tribuna do Paraná".

## Prêmios
Prêmio Vladimir Herzog
Menção Honrosa do Prêmio Vladimir Herzog por Fotografia
| Ano  | Obra     | Veículo de mídia  | Autor             | Resultado |
| ---- | -------- | ----------------- | ----------------- | --------- |
| 2013 | "Nota 0" | Tribuna do Paraná | Allan Costa Pinto | Venceu    |